# Kolbotten (maträtt)
Kolbotten är en gammal traditionell maträtt från Dalarna. Kolbotten brukar vanligtvis tillagas i en kolbottenpanna över och under öppen eld. Till formen påminner de om små pannkakor eller crêpes. Till detta har man smör som man brer på och sedan har man stekt fläsk till och messmör som man har kokat så det blivit som soppa, en så kallad messmörsdoppa.

## Ingredienser
Ett klassiskt recept på kolbotten är lika delar vetemjöl, kornmjöl, vatten och mjölk samt lite salt.